# 老河乡
老河乡，是中华人民共和国河南省驻马店市驿城区下辖的一个乡镇级行政单位。

## 行政区划
老河乡下辖以下地区：
靳庄村、东赵岗村、西赵岗村、小周庄村、八里许村、韩张楼村、小集村、土门村、老关庄村、大林子村、南板桥村和石鼓庄村。